# Crescendo e cercando
Crescendo e cercando è un album live di Claudio Baglioni pubblicato nel 2004, con una selezione di brani registrati durante la doppia tournée.
La prima parte della tournée - Crescendo - vede Baglioni esibirsi nei palasport con il palco al centro, caratterizzato da una struttura innovativa che consente al palco di alzarsi e cambiare scenario facendo muovere quindi l'esibizione su più piani, realizzato e studiato dallo stesso Baglioni. La seconda parte del tour invece - intitolata Cercando - punta alla ricerca di luoghi insoliti per ospitare concerti, nei quali Baglioni e la band si mettono in gioco suonando.
L'album è una selezione dei brani suonati durante questi tour sperimentali, dove Baglioni gioca molto con arrangiamenti nuovi sulle sue canzoni, inserendo anche brani mai proposti in versione live.

## Tracce
- Testi e musiche di Claudio Baglioni, eccetto dove indicato
- Arrangiamenti: Claudio Baglioni, Paolo Gianolio

Disco 1
1. Crescendo e cercando
2. Io sono qui
3. Tienimi con te
4. Fotografie
5. Di là dal ponte
6. Ragazze dell'est
7. Un nuovo giorno o un giorno nuovo
8. Mai più come te
9. Avrai
10. Grand'uomo
11. Tutto in un abbraccio
12. Strada facendo
13. E tu (musica: Claudio Baglioni e Antonio Coggio)
14. La vita è adesso

Disco 2
1. Sono io
2. Chi c'è in ascolto
3. Amori in corso
4. Signora delle ore scure
5. Quante volte
6. Male di me
7. Ancora la pioggia cadrà
8. Con tutto l'amore che posso (musica: Claudio Baglioni e Antonio Coggio)
9. Quei due
10. Un mondo a forma di te
11. E adesso la pubblicità
12. Notti
13. Cuore di aliante
14. Mille giorni di te e di me
15. Via

## Formazione
- Claudio Baglioni - voce, pianoforte
- Paolo Gianolio - chitarre, tastiere
- Gavin Harrison - batteria
- John Giblin - basso
- Pio Spiriti - violino
- Roberto Pagani - fisarmonica

### Altri musicisti
- Baraonna

## Classifiche

### Classifiche settimanali
| Classifica (2005) | Posizione massima |
| ----------------- | ----------------- |
| Italia            | 1                 |

### Classifiche di fine anno
| Classifica (2005) | Posizione |
| ----------------- | --------- |
| Italia            | 42        |